# Kadarkút
Kadarkút is een plaats (város) en gemeente in het Hongaarse comitaat Somogy. Kadarkút telt 2800 inwoners (2001).